# Amphiura mediterranea
Amphiura mediterranea är en ormstjärneart som beskrevs av George Richard Lyman 1882. Amphiura mediterranea ingår i släktet Amphiura och familjen trådormstjärnor. Inga underarter finns listade i Catalogue of Life.